# Osiedle XX-Lecia (Jelenia Góra)
Osiedle XX-Lecia – osiedle w Jeleniej Górze to południowa i najbardziej rozbudowana część dzielnicy Cieplice Śląskie-Zdrój. Osiedle obejmuje ulice: Polskiego Czerwonego Krzyża, gen. Walerego Wróblewskiego, Joachima Lelewela, Promienną, Radosną, Tęczową, Pogodną, Słoneczną, Błękitną, Zieloną, Maurycego Mochnackiego, Andrzeja Struga, Zenona Przesmyckiego, Wacława Sieroszewskiego, Wacława Berenta, Nad Stawami, Gustawa Daniłowskiego, Wolności, Dwudziestolecia, Podgórzyńską, Bohaterów, Września 1939 i Norberta Barlickiego. Do osiedla dojeżdżają linie autobusowe nr: 2, 4, 6, 9, 17, 18, 22, 23, 26, N1, N2  MZK Jelenia Góra.